# 俺がハマーだ!
『俺がハマーだ!』（おれがハマーだ、原題：Sledge Hammer!）は、1986年から1988年までアメリカのABCで放送されたテレビドラマ。
日本では第1シリーズは『俺がハマーだ！』のタイトルで1987年にテレビ東京で放送された。放送時間は火曜22:00 - 22:30（JST）。
第2シーズンは日本では『新・俺がハマーだ！』のタイトルでビデオ・LDが発売された。ストーリー展開の都合から、第1シーズン最終回より5年前の物語という設定になっている。

## 作品解説
サンフランシスコ市警察に勤務する、問題刑事のスレッジ・ハマーが、女性刑事ドリー・ドローと警察署長エドモンド・トランクともに事件を解決していく様を描くコメディタッチのドラマ。
ダーティーハリーや刑事ハンターなどの刑事ドラマの、シットコム版パロディであると評される。ハマーの愛銃「マギー」（ハマーの銃にマギーという名前がついている設定は日本語吹き替え版のオリジナル）がS&W M629であることや舞台がサンフランシスコ市であること、随所の細かな台詞などにも『ダーティハリー』のパロディと思われる要素が見受けられる。第1話でサンフランシスコ市長を演じていたジョン・ヴァーノンはダーティハリーでも同じ役だった。
日本語吹き替え版は、声優たちのアドリブ（特にハマー役の羽佐間道夫の）が有名だが、羽佐間によると行き過ぎたアドリブでスタッフから顰蹙を買う事も少なくなく、特に吹替台本を手掛けた石川雄一郎からのダメ出しが多く「羽佐間が全部壊してしまう。書いたものを忠実に喋ってくれ」と激怒される事もあり「作家とは格闘しましたよ。』と後年の取材で回想し「でも、自由奔放に泳がせてくれたほうがせりふが生きてくるんだよね。余計なことをやるなという人もいたけど、そうすると喜劇は生まれない」とアドリブの重要さを語った上で「吹き替えたから生きた作品だと思う。字幕があるみたいだけど、字幕で見たら面白くない」と自負している。
『新・俺がハマーだ!』では、オープニングのナレーション及びハマーのセリフが毎回異なっており、中には本編と関係のないものや意味不明なものまで存在する（映像は毎回共通している）。

## 名前の語呂合わせ
主人公の名前"スレッジ・ハマー"はスレッジハンマー（大型ハンマー）を意味する。スレッジの父親の名前は"ジャック・ハマー"（Jack Hammer）で、削岩機（Jackhammer）という意味になる。母親の名前"アーマン・ハマー"（Armin Hammer）は、大手日用品メーカーのチャーチ＆ドワイト社の商標"アーム＆ハンマー"（Arm & Hammer）のもじりである。

## 車のステッカー
皮肉やパロディの標語が書かれているステッカーを車に貼っていることがある。
- I love violence.（暴力大好き） - 「アイ・ラブ・ニューヨーク」のパロディ
- Cop in Car.（警官が乗ってます） - 「赤ちゃんが乗ってます(Baby in car)」のパロディ
- Body in Car（死体が乗ってます） - 「赤ちゃんが乗ってます(Baby in car)」のパロディ
- I brake for nothing（必要もないのにブレーキを踏むぜ） - 「動物のためにブレーキします(I Brake for Animals)」もしくは類似したバンパーステッカーのパロディ。「無料で破壊します」にかけていると思われる。武器を持ったパンク野郎の集団が乗っているトラックに

## 出演者
- スレッジ・ハマー：デヴィッド・ラッシュ
- ドリー・ドロー：アン＝マリー・マーティン（英語）
- エドマンド・トランク：ハリソン・ペイジ（英語）

### 日本語吹替の声の出演
- スレッジ・ハマー：羽佐間道夫[5][6]
- ドリー・ドロー：小宮和枝[5][6]
- エドマンド・トランク分署長：内海賢二[5][6]
- オープニング・ナレーション：広瀬正志[5][6]
- その他声の出演（一部）：青野武、石丸博也、大塚周夫、小林清志、富田耕生、堀内賢雄、千葉繁、銀河万丈、大塚芳忠、吉田理保子、榊原良子、深見梨加 他[7]

## スタッフ
- 製作・原案 - アラン・スペンサー
- 製作総指揮 - ウィリアム・P・ディアンジェロ
- 音楽監督 / テーマ作曲 - ダニー・エルフマン
- 音楽 - デヴィッド・スピア、ランス・ルビン
- 製作協力 - ディアンジェロ・プロダクションズ
- 製作 - アラン・スペンサー・プロダクションズ、ニュー・ワールド・テレビジョン

### 日本語吹替スタッフ
| 役職           | 俺がハマーだ！      | 新・俺がハマーだ！ | バズーカ小脇にデラックス DVD-BOX |
| -------------- | ------------------- | ------------------ | -------------------------------- |
| プロデューサー | 中村豊志 飯田謙二   | 千鳥守             |                                  |
| 演出           | 小山悟              | 壺井正             | 伊達康将                         |
| 翻訳           | 平田勝茂            | 額田やえ子         | 山門珠美                         |
| 脚色           | 石川雄一郎          |                    | 石川雄一郎                       |
| 効果           | 遠藤堯雄 桜井俊哉   |                    |                                  |
| 調整           | 荒井孝              |                    |                                  |
| 担当           | 鳥沢真二            | 吉田啓介           |                                  |
| 制作           | テレビ東京 東北新社 | グロービジョン     | 東北新社                         |

## サブタイトルリスト

### 俺がハマーだ!
1. USA爆発刑事 バズーカ小脇に救出作戦!!
2. USA爆発刑事 悲惨!?ニュース取材は命がけ
3. 残高不足の銀行強盗 キャッシュカードで空の旅
4. 銃を捨てて野に出よう!!プッツン刑事暗殺計画
5. 幼なじみの脱獄囚 乗っ取りバスで涙の面会!?
6. 司会者を追え!!クイズ100万ドルに賭けました
7. プレスリーにご注意!!物真似上手は殺しも上手
8. ギャングの敵はお色気過剰 強ーい女大ッ嫌い!!
9. 2割3割当たり前!!赤ちゃん売りマス産地直送
10. ねらわれた署長 命がけで妻と寄りを戻す法
11. とばっちりが命取り 猛毒コブラで愛の精算!!
12. 愛する女を奪われて 私はやっぱりダメな刑事!!
13. 老人パワーで大胆捜査 今どきの若いもんは!!
14. 甘い言葉についフラリ… 女ですもの愛されたい
15. 頭ぶつけてハイ!変身 ハードボイルド女刑事
16. 消えた宝石 黒幕はヘアースタイルにこだわる
17. 愛は地球を救えるか。女スパイと亡命列車の旅
18. 敵は幾万ありとても ヘビメタ族には負けないぞ
19. 耳の穴に息吹きかけて 勝負を決める女ハスラー
20. ビデオテープに写ってる 動かぬ証拠でハイ有罪
21. 親はなくとも子は育つ!不良所生徒の危険な体験
22. 世界のお荷物乱心ハマー 力まかせに最終回!!

### 新・俺がハマーだ!
1. ロボハマー登場! あの本家より強い刑事
2. ヘビメタメッタ撃ち! ハマーイカリのバンド天国
3. 博士の異常な愛情の黙示録
4. いけないコンパニオン ドローの（秘）ボディコン大作戦
5. ダーティハマー マギーちゃんちょっとマッチョ
6. スレッジ・ヘッドルーム
7. 誰かがハマーに恋してる!?
8. めまい 高いところに進路がとれない?
9. キャベツ畑の殺人オモチャ
10. 迷子ちゃん オー・マイ・ゴッド!
11. 吸血鬼まるかじり 映画ギョーカイの妖怪野郎
12. 裸で銃を持つ男
13. 死ぬのは奴だけ! 殺し屋最後の横恋慕!?
14. 汚れすぎたイタズラ電話これがウワサのオトナ電話相談室!
15. 塀の中の面々を懲りさせた男
16. 署内騒然!お昼の大捜査線
17. ハマー 俺も男だ!
18. クロコダイル・ハマー!生まれる前からカルチャー・ショック
19. 元恋人達の予感 前妻は忘れた頃にやって来る!?

## ネット局
- テレビ東京：火曜22:00～22:30
- テレビ静岡：土曜14:00～14:30

## DVD・ブルーレイ

### DVD
DVDはジェネオンエンタテインメントから発売された。
2004年2月25日に第1シーズンの全エピソードを収録した『俺がハマーだ！ コンプリートDVD-BOX』（GNBF-7022）が発売。VHS・LDでは発売されなかった2エピソードは初商品化となる。このDVD化にあたりテレビ放映枠の都合でカットされた箇所をオリジナルキャスト（ハマー=羽佐間道夫、ドロー=小宮和枝、トランク署長=内海賢二、ゲスト側も故人を除いて同じ声優を起用）で追加収録している。特典としてレギュラー声優陣3人による4エピソード分のオーディオ・コメンタリー、テレビ版予告編、テレビ東京放映時のオープニング&エンディング映像、劇中の登場人物のセリフやシーンを抜粋した『元気が出るハマー名言22連発』と『元気が萎える署長怒声22連発』、『鼻の下が伸びるドローお色気&アクション22連発』、16ページに及ぶブックレットを封入している。
2004年4月23日には第2シーズンの全エピソードを収録した『新・俺がハマーだ！ コンプリートDVD-BOX』（GNBF-7023）が発売。第14話「汚れすぎたイタズラ電話これがウワサのオトナ電話相談室!」は権利元より取り寄せたマスターがドルビー・ステレオだったため5.1ch化されている。特典として『俺がハマーだ! コンプリートDVD-BOX』のオーディオ・コメンタリー収録時に実施されたレギュラー声優陣3人によるフリートーク、LD化の際に収録された12種類のオープニング・ナレーションの完全収録、劇中の登場人物のセリフやシーンを抜粋した『元気が出るハマー名言19連発』と『元気が萎える署長怒声19連発』、『鼻の下が伸びるドローお色気&アクション19連発』、16ページにも及ぶブックレットが封入された。
2005年10月21日には増刊号となる『俺がハマーだ！ バズーカ小脇にデラックス増刊 DVD-BOX』（GNBF-7234）が発売。「全編が特典！」を謳っており
- 『俺がハマーだ！』第1話「USA爆発刑事 バズーカ小脇に救出作戦!!」に未公開シーン約6分を加えたパイロット版（日本語吹替は未公開シーンを当時と同じキャストで追加収録）
- 『新・俺がハマーだ！』第17話「ハマー 俺も男だ!」のリベンジ・バージョン（『俺がハマーだ！』の吹替台本を手がけた石川雄一郎が全編リライトし、ゲスト声優に小林清志を起用した新録版）
- オープニング・ナレーション（既存の13種類に加え新録バージョン2種類）
- 2004年に製作されたドキュメンタリー映像「動くなよ、タマがハズれるから!」
- アメリカでのTVスポット5種類（羽佐間道夫によるボイスオーバー付き）
- 米国のテレビ放映の宣伝用に製作された宣伝用映像集
- 製作者アラン・スペンサーがジャーナリストに配布した宣伝用メッセージ
- アラン・スペンサーのコメンタリー付きエピソード4話
- オールカラー16ページのブックレット

などが収録されている。

### ブルーレイ
2023年2月28日に『俺がハマーだ！ 日本上陸35周年記念 ギガ爆全部盛りブルーレイBOX』がフィールドワークスから発売された。ナイル大商店での限定販売となる。
既発DVDすべてのコンテンツに加えて羽佐間道夫と小宮和枝による新規コメンタリーが2話分収録されている。映像はアップコンバートだが株式会社アシストの最新技術「Re;Pic」によりHDと同等の高画質を実現している。また過去に発売されたDVDを下取りしてその分の金額を割引する「ハマー割」が実施される。
当初2022年12月19日に発売を予定していたが、原盤映像上の傷の洗い出しなど追加レストアを行うため、発売日が2023年2月28日に延期された。